# Špelca Mrvar
Špelca Mrvar, slovenska slovenistka, urednica in lektorica, * 1981.
Špelca Mrvar je diplomirala na ljubljanski filozofski fakulteti iz slovenistike in sociologije kulture.
Lektorske izkušnje je najprej pridobivala na športnem oddelku Televizije Slovenija, kmalu pa je se je zaposlila v založništvu.
Desetletje je bila urednica na Založbi Modrijan, kjer je urejala različna dela s področja humanistike in leposlovja. Septembra 2019 se je zaposlila na založbi Beletrina. Ureja domače in prevodno leposlovje, zgodovinske monografije, humanistična dela domačih in tujih avtorjev ter zahtevnejše monografske publikacije.